# Birger Isaksson
Birger Wilhelm Isaksson, född 17 oktober 1910 i Åbo, död 1981, var en finländsk jurist.
Isaksson, som var son till hamnövervakaren Karl Hjalmar Isaksson och Sigrid Elisabeth Jansson, blev student 1929 och avlade högre rättsexamen 1935. Han var notarie vid Halikko domsaga 1936–1938, e.o. tjänsteman vid Åbo hovrätt 1938–1943, kanslist 1944–1945, registrator och notarie 1946–1948, fiskal 1949–1952, advokatfiskal 1952–1953, sekreterare 1953, assessor 1954–1957, hovrättsråd av lägre löneklass 1957–1958 och häradshövding i Pargas domsaga från 1959. Han var lärare i sjörätt vid Åbo navigationsskola 1946–1959 och medlem i Åbo taxeringsnämnd 1955–1957.